# التسلسل الزمني للجمهورية التركية
هنا تسلسل زمني للجمهورية التركية. لمعرفة تفاصيل تلك الأحداث، انظر تاريخ جمهورية تركيا.
انظر أيضا قائمة رؤساء تركيا.
 انظر أيضًا التسلسل الزمني للدولة العثمانية، وهي الدولة التي سبقت جمهورية تركيا.

## القرن 20

### مرحلة الحزب الواحد (1923–1946)
| السنة     | التاريخ   | الحدث |
| --------- | --------- | --- |
| 1923      | أكتوبر 29 | أعلنت الجمهورية التركية. |
| 1923      | أكتوبر 29 | انتخاب مصطفى كمال (أتاتورك) بالإجماع ليكون أول رئيس للجمهورية التركية بالاقتراع السري. |
| 1923      | أكتوبر 30 | شكل عصمت إينونو أول حكومة للجمهورية التركية. |
| 1924      |           | تم وضع سياسة جديدة بتعيين الحكومة للأئمة. |
| 1924      | 3 مارس    | إلغاء الخلافة العثمانية من قبل الجمعية الوطنية الكبرى |
| 1924      | 3 مارس    | تم إقرار قانون اتحاد التربية والتعليم. |
| 1924      | 3 مارس    | ألغيت وزارة الشؤون الدينية وجميع المدارس الدينية. |
| 1924      | 6 مارس    | قاد عصمت إينونو الحكومة التركية الثانية. |
| 1924      | 8 أبريل   | ألغيت المحاكم الدينية واستبدلت بالمحاكم المدنية. |
| 1924      | 20 أبريل  | الموافقة على الدستور الجديد [الإنجليزية]. |
| 1924      | 26 أغسطس  | تأسيس بنك تركيا للأعمال (Türkiye İş Bankası). |
| 1924      | 30 أكتوبر | طُلب من الجنرالات الذين كانوا أيضًا في البرلمان أن يختاروا إما المهنة العسكرية أو السياسة وليس كليهما. (يُعرف هذا الحدث باسم انتقادات الجنرالات). فقط رئيس الوزراء عصمت إينونو الذي احتفظ بلقب جنرال وبقى رئيسًا للوزراء.                                                                                             |
| 1924      | 17 نوفمبر | تأسس ثاني حزب سياسي في تركيا وهو الحزب الجمهوري التقدمي. |
| 1924      | 22 نوفمبر | الوزارة الثالثة بقيادة علي فتحي أوكيار. |
| 1925      | 11 فبراير | اندلاع ثورة الشيخ سعيد في المحافظات الشرقية. |
| 1925      | 25 فبراير | تم قبول قانون يفصل بين الدين والسياسة وتمريره في البرلمان. |
| 1925      | 4 مارس    | الوزارة الرابعة بقيادة عصمت إينونو. |
| 1925      | 5 مايو    | أُعدم أرمني يُدعى مانوك مانوكيان في أنقرة بتهمة التخطيط لمحاولة اغتيال مصطفى كمال. |
| 1925      | 3 يونيو   | تم إغلاق وإلغاء الحزب الجمهوري التقدمي بزعم استغلال الدين لأغراض سياسية. وظل حزب الشعب الجمهوري للنخبة الحاكمة هو المنظمة السياسية الوحيدة في البلاد. وفقًا لقانون "Takrir-i Sukun" فقد حظرت جميع الصحف المعارضة وإغلقت إلى أجل غير مسمى، وأصبحت الجمهورية التركية واحدة من أوائل الديكتاتوريات الحديثة في أوروبا. |
| 1925      | 29 يونيو  | حكم على الشيخ سعيد وأتباعه البالغ عددهم 46 بالإعدام في ديار بكر. |
| 1925      | 27 أغسطس  | جاء مصطفى كمال (أتاتورك) إلى قسطموني لبدء ثورة القبعة. |
| 1925      | 1 سبتمبر  | انعقاد أول مؤتمر طبي تركي. |
| 1925      | 4 سبتمبر  | دخلت النساء التركيات مسابقات الجمال لأول مرة. |
| 1925      | 1 أكتوبر  | افتتح أتاتورك مصنع نسيج في بورصة. |
| 1925      | 5 نوفمبر  | تم افتتاح مدرسة الحقوق في أنقرة (ثم كلية الحقوق بجامعة أنقرة). |
| 1925      | 25 نوفمبر | صدر "قانون القبعة" وإلغاء الزي الديني. |
| 1925      | 26 ديسمبر | صدر قانون ألغى التقويم القمري لصالح التقويم الدولي. |
| 1926      | 17 فبراير | تم قبول القانون المدني التركي على أساس القانون المدني السويسري. منح القانون حقوق مدنية موسعة للنساء وحظر تعدد الزوجات. |
| 1926      | 1 مارس    | تم وضع قانون جنائي تركي على أساس القانون الجنائي الإيطالي.. |
| 1926      | 17 مارس   | صدر قانون لتأميم صناعة الحديد. |
| 1926      | 24 مارس   | صدر قانون لتأميم صناعة البترول. |
| 1927      | 7 مارس    | ألغيت محاكم الاستقلال الاستثنائية. |
| 1927      | 15 أكتوبر | بدأ أتاتورك خطابه المسمى نطق. |
| 1927      | 15 أكتوبر | انعقد المؤتمر الوطني الثاني لحزب حزب الشعب الجمهوري. |
| 1927      | 20 أكتوبر | انتهاء خطاب النطق. |
| 1927      | 28 أكتوبر | أول تعداد سكاني لتركيا، فأحصى السكان بحوالي ثلاثة عشر ونصف مليون نسمة. |
| 1927      | 27 نوفمبر | الحكومة الخامسة بقيادة عصمت إينونو. |
| 1927      | 25 ديسمبر | ثريا أغا أوغلو أول محامية تركية تعمل في تلك المهنة. |
| 1928      | 10 أبريل  | تم حذف فقرة "الإسلام هو الدين الرسمي لتركيا" من الدستور. |
| 1928      | 19 مايو   | إقرار قانون بإنشاء مدرسة الهندسة. |
| 1928      | 1 نوفمبر  | تم قبول الأبجدية التركية جديدة باستخدام الحروف اللاتينية. |
| 1929      | 3 أبريل   | مكن قانون بلدي جديد النساء من دخول الانتخابات البلدية ناخبات ومرشحات. |
| 1929      | 29 أبريل  | تم تعيين أول قاضيات أتراك. |
| 1929      | 13 مايو   | أقر البرلمان قانون التجارة. |
| 1929      | 1 سبتمبر  | ألغاء التعليم باللغة العربية والفارسية وابقاء اللغة التركية فقط. |
| 1930      | 11 يونيو  | إقرار قانون بإنشاء البنك المركزي للجمهورية التركية. |
| 1930      | 12 أغسطس  | تأسس الحزب الجمهوري الليبرالي، ثالث حزب في الجمهورية. |
| 1930      | 27 سبتمبر | الوزارة السادسة لعصمت إينونو. |
| 1930      | 27 أكتوبر | استقبل أتاتورك في أنقرة رئيس الوزراء اليوناني فينيزيلوس. |
| 1930      | 17 نوفمبر | بعد أن تزعمت الجماعات الدينية المتشددة الحزب الجمهوري الليبرالي، قرر زعيمه فتحي أوكيار إغلاقه. |
| 1930      | 30 ديسمبر | انتفاضة للنقشبندية [الإنجليزية] في مينمين قتل فيها الملازم مصطفى فهمي كوبلاي في الجيش التركي. |
| 1931      | 16 مارس   | أول طبيبة تركية، نالت الدكتورة سوات على تخصصها. |
| 1931      | 26 مارس   | تمت الموافقة على قانون القياسات وإلغاء وحدات قياس الطول والوزن العربية السابقة واستبدالها بالنظام المتري (كيلوغرام بدلاً من أوقية، ومتر بدلاً من ذراع، وغيرها). |
| 1931      | 20 أبريل  | أعلن أتاتورك تاريخيًا شعار:«السلام في الوطن، السلام في العالم» |
| 1931      | 4 مايو    | الوزارة السابعة لعصمت إينونو |
| 1931      | 25 يوليو  | إقرار قانون جديد للصحافة. |
| 1932      | 18 يوليو  | انضمت تركيا إلى عصبة الأمم. |
| 1932      | 31 يوليو  | تم إعلان التركية كاريمان خالص إيس ملكة الجمال الدولية في مسابقة في بلجيكا. |
| 1932      | 13 نوفمبر | أصبحت الدكتورة مفيدة كاظم أول طبيبة حكومية تركية. |
| 1932      | 12 ديسمبر | أصبحت عادلة عايدة أول امرأة تركية تعمل في وزارة الخارجية. |
| 1933      | 7 فبراير  | بدأت في مساجد اسطنبول أول صلاة باللغة التركية. |
| 1933      | 31 مايو   | إلغاء دار الفنون العثمانية البالغ من العمر 480 عامًا، ليتم تحويلها إلى جامعة إسطنبول. |
| 1933      | يونيو     | إنشاء بنكي سومر وخلق. |
| 1933      | 26 أكتوبر | منحت المرأة التركية حق التصويت والترشح لمجالس القرى. |
| 1933      | 18 نوفمبر | افتتاح جامعة إسطنبول. |
| 1933      | 1 ديسمبر  | أول خطة تنموية خمسية يتم الموافقة عليها. |
| 1934      | 21 يونيو  | تم قبول قانون اللقب، وإلغاء الألقاب السابقة لبك وأفندي وباشا وسلطان وهانم اعتبارًا من 26 نوفمبر. |
| 1934      | 24 نوفمبر | اتخذ مصطفى كمال باشا لقب أتاتورك. |
| 1934      | 24 نوفمبر | تم تحويل مسجد آيا صوفيا إلى متحف آيا صوفيا (آيا صوفيا). |
| 1934      | 5 ديسمبر  | منحت المرأة التركية حق التصويت والترشح في الانتخابات البرلمانية التركية. (وبعدها في الانتخابات الأولى، نجحت 18 امرأة في الجمعية الوطنية التركية الكبرى). |
| 1935      | 1 مارس    | الوزارة الثامنة لعصمت إينونو. |
| 1936      | 29 مايو   | تمت الموافقة على قانون يحدد حجم ونسب النجم والهلال في العلم التركي. |
| 1936      | 8 يونيو   | تم قبول قانون العمل الذي مثل الخطوة الأولى نحو نظام الضمان الاجتماعي التركي. |
| 1937      | 27 يناير  | قبلت عصبة الأمم استقلال خطاي في اجتماعها في جنيف. |
| 1937      | 9 يونيو   | تم قبول قانون إنشاء كلية الطب في أنقرة. |
| 1937      | 20 سبتمبر | افتتح أتاتورك أول معرض فني في مقر إقامته بقصر دولما بهجة. |
| 1937      | 9 أكتوبر  | افتتح أتاتورك مصنع نازلي للأقمشة المطبوعة. |
| 1937      | 25 أكتوبر | الحكومة التاسعة لجلال بايار وزير الاقتصاد الأسبق. |
| 1938-1937 |           | تمرد درسيم في 1937-1938: قمع الحكومة الثورة بقسوة. |
| 1938      | 10 نوفمبر | وفاة أتاتورك، وخلفه رئيس الوزراء السابق والجنرال عصمت إينونو. منح لنفسه لقب «قائد الأمة» أو (الرئيس الوطني) على غرار ألقاب بعض الديكتاتوريين الآخرين في أوروبا في ذلك الوقت. |
| 1939      |           | بدأت الحرب العالمية الثانية: وظلت تركيا محايدة طوال الحرب، حتى إعلان الحرب ضد ألمانيا في نهايتها. |
| 1939      | 7 يوليو   | انضمت دولة خطاي إلى الجمهورية التركية. |

### مرحلة تعدد الأحزاب (1946- الآن)
| السنة | التاريخ                                                 | الحدث |
| ----- | ------------------------------------------------------- | --- |
| 1950  | 14 مايو                                                 | أول انتخابات ديمقراطية في الجمهورية التركية. خسر الجنرال عصمت إينونو وحزبه الجمهوري الذي حكم البلاد منذ 1923 الانتخابات أمام الحزب الديمقراطي المشكل حديثًا بزعامة جلال بايار وعدنان مندريس. |
| 1950  | 25 يونيو                                                | بدء الحرب الكورية: كانت تركيا جزءًا من عملية الأمم المتحدة المشتركة. |
| 1950  | مفيدة إلخان رئيسة بلدية مرسين. أول امرأة عمدة في تركيا. | |
| 1952  |                                                         | أصبحت تركيا دولة عضو في الناتو ذات أهمية استراتيجية في مواجهة النفوذ السوفيتي. |
| 1953  | 27 يوليو                                                | انتهاء الحرب الكورية. |
| 1954  |                                                         | بدأت تركيا في استضافة القوات الجوية الأمريكية في قاعدة إنجرليك الجوية لتكون رادع للاتحاد السوفيتي. |
| 1955  | 6 سبتمبر                                                | أحداث 6 - 7 سبتمبر في إسطنبول: بدأت أعمال الشغب في اسطنبول بطرد العديد من اليونانيين والمسيحيين من تركيا. |
| 1955  | 7 سبتمبر                                                | أحداث 6 - 7 سبتمبر في إسطنبول: انتهاء أعمال الشغب. |
| 1960  | 27 مايو                                                 | الانقلاب العسكري التركي حيث شكل 38 من ضباط الجيش مجلسًا عسكريًا بعد نجاح الانقلاب. وادعوا أن الإسلاميين قد ازداد نفوذهم في الحكومة. بعد هذا الصدام حول «فصل الدين عن الدولة / الحكومة» بين حزب الشعب الجمهوري المعارض بزعامة إينونو وخصومه الرئيس المنتخب ديمقراطياً جلال بايار ورئيس الوزراء عدنان مندريس من الحزب الديمقراطي، وحملت محكمة الكنغر التي اختارتها المجلس العسكري رئيس الوزراء عدنان مندريس المسؤولية. وأعدم مع اثنين من وزرائه. وبعد شهر أعيدت السلطة الإدارية للمدنيين الذين اختارهم الانقلاب. |
| 1965  | أكتوبر                                                  | خضع الحكم العسكري للحكم المدني، وأعيد تأسيس النظام السياسي، وتمت صياغة دستور جديد أعاد التأكيد على "فصل الدين عن الدولة / الحكومة". |
| 1965  | 14 أكتوبر                                               | بعد تسليم العسكر الدولة للحكم المدني، خسر زعيم الأمة السابق عصمت إينونو مرة أخرى في انتخابات نزيهة أمام حزب العدالة بزعامة سليمان دميرل. |
| 1971  | 12 مارس                                                 | الانقلاب العسكري التركي أو انقلاب المذكرة، حيث أجبر رئيس الأركان التركي ممدوح تاجماك الحكومة على الاستقالة، بسبب الوضع الفوضوي المتزايد الناجم عن صدام اليمين (الفاشي / الرأسمالي) واليسار (الشيوعي) والسياسات غير الفعالة في الحفاظ على النظام. |
| 1974  |                                                         | غزت تركيا قبرص رداً على الانقلاب المدعوم من اليونان [الإنجليزية] في الجزيرة. |
| 1980  | 12 سبتمبر                                               | نجاح انقلاب 1980 الأكثر دموية في تاريخ تركيا. وطبقت فيه الأحكام العرفية على الفور، وحشدت ربع الجيش (حوالي 475000) للقضاء على مقاومة الانقلاب. |
| 1983  | 6 نوفمبر                                                | حل النظام العسكري نفسه بعد المصادقة على دستور 1982 الجديد. |
| 1991  |                                                         | بعد انتهاء حرب الخليج 1991، فرضت قاعدة إنجرليك الجوية مناطق حظر الطيران العراقية في الشمال. |
| 1999  | 24 مارس                                                 | حرب كوسوفو: تدخّل الناتو في البلقان لإنهاء حرب أهلية في المنطقة. وتركيا هي جزء من المهمة. |
| 1999  | 10 يونيو                                                | انتهاء حرب كوسوفو. |

## القرن 21
| السنة | التاريخ   | الحدث |
| ----- | --------- | --- |
| 2002  | يونيو     | تولت تركيا قيادة قوة المساعدة الأمنية الدولية (إيساف) في أفغانستان.                                                                          |
| 2003  | فبراير    | تخلت تركيا عن قيادة القوة الدولية للمساعدة الأمنية (إيساف).                                                                                  |
| 2004  | 17 ديسمبر | وافق الاتحاد الأوروبي على بدء المفاوضات بشأن انضمام تركيا.                                                                                   |
| 2005  | 14 فبراير | تولت تركيا قيادة قوة المساعدة الأمنية الدولية في أفغانستان للمرة الثانية.                                                                    |
| 2005  | 3 أكتوبر  | بدأ الاتحاد الأوروبي محادثات الانضمام إليها مع تركيا. ولم تبدأ المحادثات في الوقت المطلوب بسبب الخلافات.                                     |
| 2011  | 24 مارس   | أعطت تركيا لحلف شمال الأطلسي الضوء الأخضر وسمحت لإزمير بأن تصبح مركز قيادة عملية للإطاحة بنظام معمر القذافي في ليبيا.                        |
| 2013  | 17 ديسمبر | فشلت فضيحة فساد للإطاحة بحزب العدالة والتنمية الحاكم.                                                                                        |
| 2014  |           | بدأت تركيا في تصميم وتصنيع دباباتها الوطنية ألتاي والمروحية تي-129 والدرون تي إيه أي أنكا لأول مرة.                                          |
| 2014  | 30 مارس   | أظهرت نتائج الانتخابات المحلية بفوز ساحق لحزب العدالة والتنمية الحاكم خاصة في موطن الأناضول الأم.                                            |
| 2014  | 28 أغسطس  | تم اختيار رئيس الوزراء رجب طيب أردوغان ليكون أول رئيس منتخب للأمة.                                                                           |
| 2016  | 15 يوليو  | محاولة انقلاب فاشلة، تلتها عمليات قمع وتطهير. أكثر من 80,000 معتقل أو محتجز، و150,000 مفصول (ما يقرب من 10٪ من موظفي الدولة).                |
| 2017  | 1 يناير   | إطلاق نار على ملهى ليلي في اسطنبول - قُتل ما لا يقل عن 39 شخصًا وأصيب 69 شخصًا في ملهى رينا الليلي في بشكطاش اسطنبول.                           |
| 2018  | 19 يناير  | شنت القوات المسلحة التركية عملية غصن الزيتون البرية والجوية شمال غربي سوريا، واستولت على مناطق واسعة كانت تحت سيطرة الأكراد.                 |
| 2018  | 12 يونيو  | افتتح رؤساء أذربيجان وتركيا وجورجيا خط أنابيب الغاز عبر الأناضول في وسط مدينة إسكي شهر بتركيا بمشاركة بترو بوروشنكو وألكسندر فوتشيتش.        |
| 2018  | 24 يونيو  | أجريت الانتخابات الرئاسية والبرلمانية. |
| 2018  | 19 أكتوبر | افتتاح مصفاة ستار في عليغا إزمير تركيا. |
| 2019  | 9 أكتوبر  | بدء عملية نبع السلام |
| 2020  | 6 يناير   | افتتاح مبنى جهاز الاستخبارات الوطنية الجديد في إتيمسكوت بمحافظة أنقرة.                                                                       |
| 2020  | 7 يناير   | وقعت تركيا اتفاقية ترسيم الحدود البحرية التركية الليبية مع ليبيا.                                                                            |
| 2020  | 11 مارس   | أكدت تركيا أول حالة إصابة بـ COVID-19، والتي نتجت عن SARS-CoV-2. تبع ذلك سريعًا ظهور سريع لتفشي COVID-19 في البلاد، والذي استمر حتى يومنا هذا |